# 海倫鋼琴
海倫鋼琴股份有限公司，簡稱海倫鋼琴股份，以及海倫鋼琴（英語：Hailun Piano Co.,Ltd.，深交所：300329），在2001年，由陈海伦（董事長和首席執行官），於寧波（總部）成立前身為「宁波海伦乐器制品有限公司」。
該公司業務在全球經營生產和銷售立式钢琴、三角钢琴，主要品牌為佩卓夫、罗瑟、文德隆、齐默曼，以及FEURICH（福里希）。
股份在2012年6月19日於深交所創業板上市，招股價為21元人民幣，發行新股為1,677万股，集資額為3.5億元人民幣。